# James William Forsyth

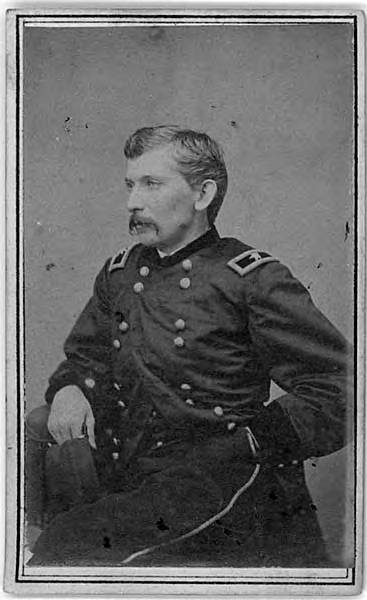
James William Forsyth

James William Forsyth (* 26. August 1834 in Maumee Ciy, Ohio, USA; † 24. Oktober 1906 in Columbus, Ohio, USA) war ein US-amerikanischer Militär, zuletzt im Range eines Generals. In die Weltgeschichte ging er ein als der Verantwortliche für das Massaker von Wounded Knee.

## Leben
Forsyth wurde als Sohn von James Henry Forsyth und Charlotee Templeton Jackson Forsyth geboren. 1856 beendete er seine militärische Ausbildung in West Point, seine erste Dienstzeit verbrachte er in Fort Billingham (Washington, D.C.), wo er bis zum Rang eines Leutnants der 9th Cavalry aufstieg. Während des Amerikanischen Bürgerkrieges wurde er General Philip Sheridan unterstellt. Nach dem Krieg wurde er in den Indianerkriegen, vor allem in den Jahren 1868 und 1869 gegen die Komantschen, Arapaho, Cheyenne und Kiowa eingesetzt. 1866 wurde er Kommandeur des militärischen Departments Missouri, als Nachfolger von Sheridan. 1870 ging er als Beobachter des französisch-preußischen Krieges nach Europa und kehrte erst Ende der 1870er Jahre zurück. 1885 wurde er Kommandeur von Fort Maginnis in Montana. 1886 erfolgte die Beförderung zum Colonel.
1867 hatte er Lizzie Dennison geheiratet, mit der er vier Kinder hatte. Sie war die Tochter von William Dennison, des damaligen Gouverneurs von Ohio.
Forsyth stand mit einigen hohen militärischen Persönlichkeiten in Briefkontakt, so mit Phillip Sheridan, Ulysses S. Grant und William T. Sherman.
Nach dem Massaker von Wounded Knee wurde er dennoch befördert, so wurde er 1894 zum Brigadegeneral ernannt und 1897 sogar zum Generalmajor der US-Army. Er starb am 24. Oktober 1906 in seiner Heimat Ohio. Beigesetzt ist er auf dem Green Lawn Friedhof, Franklin County, Columbus, Ohio.

## Das Massaker von Wounded Knee
Im Dezember 1890 sollte die von Forsyth angeführte Brigade rund 350 Sioux unter ihrem Häuptling Big Foot zurück ins Reservat bringen, die sich in Wounded Knee, South Dakota, aufhielten. Diese waren vorher aus diesem geflohen. Während der Kontrolle nach Waffen kommt es zunächst zu einem Handgemenge und in diesem Zuge auch zu Kämpfen zwischen den Indianern und den Soldaten. Die um das Camp postierten, mit "Hotchkiss" Maschinengewehren ausgestatteten Soldaten schossen daraufhin los und es gab ein Blutbad: zwischen 150 und 350 Indianer, darunter auch Häuptling Big Foot, starben in dem Kugelhagel. Ebenso rund 25 Soldaten durch "Friendly Fire". Unter den toten Indianern waren auch gut 60 Frauen und Kinder. Viele Indianer starben auch noch Tage später an den Verletzungen. Der Vorgesetzte von Forsyth, Generalmajor Nelson Miles ordnete eine Untersuchung des Falles an, degradierte und suspendierte Forsyth von seinem Amt und brachte ihn vor Gericht. Doch der Kriegsminister hob die Anweisung wieder auf, rehabilitierte ihn und stellte ihn zurück in seine alte Stellung. Für das Massaker hat sich der Leitende Kommandant Forsyth nie wirklich verantworten müssen. Später wurde er noch mehrfach, bis hin zum Generalmajor, befördert. Wounded Knee gilt gemeinhin als das schlimmste Massaker an Indianern in der Geschichte der USA. Er war einen Tag nach dem Massaker von Wounded Knee auch am Drexel Mission Fight beteiligt, der letzten Schlacht gegen die Indianer in den USA überhaupt.

## Sonstiges
Die Stadt Forsyth in Montana wurde nach James William Forsyth benannt.